# Công viên địa chất Đắk Nông
Công viên địa chất Đắk Nông là một công viên địa chất có diện tích 4.760 km², trải dài trên địa bàn 5 huyện: Krông Nô, Cư Jút, Đắk Mil, Đắk Song, Đắk Glong và thành phố Gia Nghĩa thuộc tỉnh Đắk Nông, Việt Nam.
Với khoảng 65 điểm di sản địa chất, địa mạo, bao gồm hệ thống gần 50 hang động với tổng chiều dài hơn 10.000 m, các miệng núi lửa, thác nước..., Công viên địa chất Đắk Nông từ lâu đã nổi tiếng là một vùng đất đỏ trù phú với hệ sinh thái rừng nhiệt đới, nơi lưu giữ các giá trị đặc trưng về đa dạng sinh học, nhiều nét độc đáo về văn hóa, địa chất, tự nhiên cũng như dấu tích hoạt động của người tiền sử.
Hiện nay, đây là Công viên địa chất toàn cầu thứ ba tại Việt Nam, sau Công viên địa chất Cao nguyên đá Đồng Văn (tỉnh Hà Giang) và Công viên địa chất Non nước Cao Bằng (tỉnh Cao Bằng).

## Tổng quan

Núi lửa tại xã Buôn Choáh, huyện Krông Nô

Vùng đất Đắk Nông cách đây 140 triệu năm vẫn còn nằm dưới đáy biển, các dấu tích còn tồn tại đến ngày nay là đá trầm tích, hóa thạch cúc đá và nhiều loại hóa thạch khác. Về sau, do các vận động kiến tạo của lớp vỏ Trái đất, nơi đây được nâng lên cao, trở thành đất liền và xuất hiện các núi lửa. Dung nham từ các đợt phun trào của núi lửa đã bao phủ đến một nửa diện tích của vùng đất này, hình thành nên vùng đất đỏ bazan rộng lớn trù phú, màu mỡ. Cho đến cách đây 10.000 năm, núi lửa vẫn còn hoạt động ở khu vực này, tạo nên hệ thống hang động núi lửa độc đáo, đồ sộ nhất Đông Nam Á. Đặc biệt, nhiều dấu tích cư trú của người tiền sử có niên đại hàng chục nghìn năm đã được tìm thấy trong các hang động này.
Đắk Nông cũng là quê hương của ba dân tộc bản địa là người Mạ, người M'Nông và người Êđê. Sau năm 1975, một bộ phận người dân ở các tỉnh miền Bắc và miền Trung đã di cư đến Đắk Nông lập nghiệp, biến nơi đây thành vùng đất đa sắc màu văn hóa của hơn 40 dân tộc. Bên cạnh đó, Đắk Nông còn là một phần của Không gian văn hóa cồng chiêng Tây Nguyên được tổ chức UNESCO công nhận là di sản văn hóa phi vật thể vào năm 2005. Trong đó đáng chú ý nhất là việc phát hiện bộ đàn đá cổ chế tác từ đá bazan có niên đại ba nghìn năm, một trong số những nhạc cụ cổ nhất của nhân loại.

## Hình thành
Công viên địa chất này được UBND tỉnh Đắk Nông ra quyết định thành lập vào tháng 12 năm 2015 với mục tiêu bảo tồn di sản và phát triển bền vững kinh tế xã hội của địa phương.
Ngày 7 tháng 7 năm 2020, Ủy ban chương trình và quan hệ quốc tế của Hội đồng Chấp hành Tổ chức Giáo dục, Khoa học và Văn hóa Liên hợp quốc (UNESCO) đã thông qua quyết định của Hội đồng Công viên địa chất toàn cầu công nhận Công viên địa chất Đắk Nông của Việt Nam là Công viên địa chất toàn cầu.